# Боницати-Фонте Мадона (Верона)
Боницати-Фонте Мадона је насеље у Италији у округу Верона, региону Венето.
Према процени из 2011. у насељу је живело 201 становника. Насеље се налази на надморској висини од 69 м.